# Oberflächenplasmonenresonanzspektroskopie

SPR-Kurven für die Adsorption eines Polyelektrolyts (PDDACl) und eines Lehmminerals (Natrium-Montmorillonit) auf einem ca. 38 Nanometer dicken Goldsensor

Die Oberflächenplasmonenresonanzspektroskopie (englisch surface plasmon resonance spectroscopy, SPR-Spektroskopie) ist ein spektroskopisches Analyseverfahren, welches den Brechungsindex eines Analyten sehr hochaufgelöst misst. Es kann für die quantitative Bestimmung von Schichtdicken im Nanometerbereich verwendet werden. Die Oberflächenplasmonenresonanzspektroskopie findet insbesondere in der Materialwissenschaft bei der Messung der Adsorption von Stoffen und in der Biochemie im Rahmen von Chiplabor-Techniken eine Anwendung.

## Funktionsweise
Mit TM-polarisiertem Licht werden an einer dünnen Metallschicht an der Grenzfläche Metall/Analyt Oberflächenplasmonen angeregt. Dies geschieht durch Einstrahlung mittels eines Prismas in Totalreflexion auf der dem Analyten abgewandten Seite. Sind der Brechungsindex des Analyten und des Prismas sowie die Wellenlänge das Lichts exakt aufeinander abgestimmt, so weist das Intensitätswinkelspektrum des totalreflektierten Lichtes bei einem bestimmten Winkel ein Minimum auf. Der Brechungsindex der verwendeten Materialien und die Wellenlänge des Lichts beeinflussen dabei empfindlich die Anregungsbedingungen und damit den Winkel des Minimums.

## Versuchsaufbau
Es gibt zwei verschiedene Möglichkeiten der Anordnung: Zum einen die Otto-Methode, bei der ein Luftspalt zwischen Prisma und dem zu untersuchenden Metall gelassen wird. Zum anderen die Kretschmann-Methode, bei der ein dünner Metallfilm auf das Prisma aufgebracht wird. Neben den Versuchsanordnungen mit Prismen besteht auch die Möglichkeit einen Gitterkoppler zu verwenden.
Es gibt drei populäre Methoden eine Brechungsindexänderung im Analyten zu messen. Bei der ersten wird die Intensität der Reflexion bei einem festen Einstrahlwinkel aufgezeichnet. Bei der zweiten wird der Einstrahlwinkel variiert und die Lage des Minimums der Reflexion aufgezeichnet. Bei der dritten wird die Wellenlänge des eingestrahlten Lichts variiert und die spektrale Lage des Minimums aufgezeichnet.

## Anwendung
Die Technologie wird derzeit intensiv in der Arzneimittelforschung eingesetzt, da sich mit ihr die Bindungseigenschaften potentieller neuer Wirkstoffe untersuchen und überprüfen lassen. Verwendung findet die Methode daher typischerweise als unabhängiges (orthogonales) Sekundär-Experiment nach dem High-Throughput-Screening.
Die Kretschmann-Methode findet auch in der Biochemie ihre Anwendung, z. B. zur Bestimmung von Protein-Protein-Interaktionen (oft verwendet beim sogenannten Epitope Mapping mit Antikörpern) oder Protein-DNA-Interaktionen. Hier wird auf ein Prisma mit einem Goldfilm eine Membran präpariert, die biologische Moleküle adsorbieren kann. Die Bedeckung der Membran mit Molekülen verändert den Brechungsindex der Schicht, die mit dieser Methode sehr empfindlich gemessen werden kann.
Weitere Anwendung findet die SPR-Spektroskopie in der Weiterentwicklung von Oberflächenbeschichtungen von medizinischen Implantaten. Zur biologischen Inaktivierung, zum Beispiel gegenüber körpereigenen Proteinen, besteht die Möglichkeit, diese mit einer Streptavidin-Schicht zu besetzen. Die Kinetik dieser Beschichtung lässt sich an Referenzmaterialien mittels SPR nachvollziehen. Der Vorteil dieser Methode ist, dass die Bindungskinetik ohne Beeinflussung der Analyten in Echtzeit nachvollzogen werden kann.